# Binneya guadalupensis
Binneya guadalupensis är en snäckart som beskrevs av Henry Augustus Pilsbry 1927. Binneya guadalupensis ingår i släktet Binneya och familjen skogssniglar. Inga underarter finns listade i Catalogue of Life.